# بحيرة المسك
بحيرة المسك هي بحيرة اصطناعية في جدة نتجت عن تجميع مياه الصرف الصحي، وجاءت تسميتها هكذا من باب السخرية لأن الروائح التي تنبعث منها عكس ما يوحي به الاسم. تقع البحيرة المحمية بسدود ترابية في شرق جدة شرق الخط السريع – بمحاذاة طريق هدى الشام – الممتد من جسر بريمان باتجاه مكة المكرمة أي تبعد عن جسر بريمان بنحو 17 كيلومتر وعن حي الصفا 17 كيلومترا، وتقدر كمية المياه الملوثة والمحتجزة بالبحيرة بنحو 19 مليون متر مكعب. تمثل البحيرة خطر حقيقي على المنطقة وعلى السكان من مياه الملوثة والمحتجزة وهناك مخاوف كبيرة من حدوث انهيار السد الترابي للبحيرة وبالتالي من الممكن أن تداهم مياهها محافظة جدة وتغرقها في أي لحظة وبخاصة أثناء هطول الأمطار الغزيرة.

## وصف البحيرة
يُذكر أن البحيرة تقع شرق الخط السريع، بمحاذاة طريق هدي الشام، الممتد من كوبري بريمان باتجاه مكة المكرمة، وتبعد عن كوبري بريمان بنحو 17 كيلومتراً وقريبة جداً من أحياء السامر، الربيع، الأجواد. والبحيرة لا يوجد بها سوى سدود ترابية وليست خرسانية وأبعاد السد الترابي القائم بالبحيرة هي 1300م طولاً و18م عرضاً وبارتفاع 10 أمتار.
ويبلغ عدد السيارات القادمة للتفريغ فيها يومياً أكثر من 1200 ناقلة، ما بين وايت إلى تريلا على مدار 24 ساعة يومياً، وكذلك حجم المياه اليومية المفرغة بها أكثر من 50 ألف متر مكعب من مياه الصرف الصحي. ويقدّر ارتفاع البحيرة فوق سطح البحر حسب تقديرات هيئة المساحة الجيولوجية السعودية بنحو 125م فوق سطح البحر عام 2005.
وتقدر كذلك كمية المياه الملوثة والمحتجزة بالبحيرة حتى نهاية عام 2005 بنحو 17 مليون متر مكعب حسب تقديرات هيئة المساحة الجيولوجية السعودية، ووصلت لنحو 30 مليون متر مكعب حالياً. وتمتد البحيرة على مد البصر في بطن تجمع عدة أودية بين الجبال وبطول يمتد إلى أكثر من 4 كيلومترات وعرض أكثر من 1.7

## قرار بتجفيف البحيرة
قررت أمانة جدة إزالة بحيرة وتجفيفها من المياه خلال فترة عام واحد، إضافة إلى إعادة مجاري السيول إلى ما كانت عليه في السابق سواء بإزالة الأحياء الواقعة عليها مثل الصفا والسامر 3، أو بناء أحواض تجمع للمياه. قامت شركة المياه الوطنية «شركة مملوكة للدولة» بسحب المياه من الموقع وأصبح الموقع بدون مياه حسب كلام مدير شركة المياه الوطنية بجدة

## وصلات خارجية
- خطط طارئة لمواجهة احتمالات انهيار بحيرة «المسك» في جدة الاقتصادية
- جدة: «بحيرة المسك» تتحول إلى مسلسل رعب جريدة الشرق الأوسط
- جهات حكومية: 3 حلول لوقف خطر انهيار سد «بحيرة المسك» في جدة جريدة الشرق الأوسط